# Ветка сирени
«Ветка сирени» — российский художественный фильм-фантазия о русском композиторе, пианисте и дирижёре Сергее Рахманинове режиссёра Павла Лунгина, вышедший на экраны 7 декабря 2007 года.
Фильм-участник программы «Гала-премьеры» ММКФ 2007 года.

## Сюжет
По легенде, после каждого выступления Рахманинову приносили букет белой сирени от прекрасной незнакомки. Так продолжалось до самой его эмиграции в США. А через некоторое время и в Штатах опять возникла сирень. Утомлённый концертами и испытывающий тоску по Родине, Рахманинов находится на грани нервного срыва. Любящая жена страдает от этого и, в конце концов, решает уйти от него. И тут неожиданно приходит разгадка тайны белой сирени.[какая?]

## В ролях
- Евгений Цыганов — Сергей Рахманинов (роль озвучил Александр Балуев)
- Виктория Толстоганова — Наталья Сатина, жена Рахманинова
- Алексей Кортнев — Стейнвей, импресарио
- Игорь Черневич — Доктор Даль
- Олег Андреев — Фёдор Шаляпин
- Мириам Сехон — Марианна
- Виктория Исакова — Анна
- Евдокия Германова — Сатина
- Алексей Петренко — Николай Зверев, педагог
- Лия Ахеджакова — Анна Сергеевна, сестра Зверева
- Леонид Мозговой — советский посол в США
- Светлана Обидина — горничная Анна
- Андрей Эвальдт — комиссар
- Евгений Меркурьев — дворник
- Ольга Онищенко — инспектор Губерт
- Николай Исполатов — Николай Римский-Корсаков
- Лев Елисеев — Цезарь Кюи

## Съёмочная группа
- Автор сценария: Михаил Дунаев при участии Люсинды Коксон и Павла Финна
- Режиссёр-постановщик: Павел Лунгин
- Оператор-постановщик: Андрей Жегалов
- Композитор: Дэн Джонс